# مفطورة بقرية
مفطورة بقرية (الاسم العلمي: Mycoplasma bovis) هي نوع من البكتيريا تتبع جنس المفطورة من فصيلة المفطورات.